# Lakhdar Bentaleb
Mohamed Lakhdar Bentaleb (sinh ngày 8 tháng 10 năm 1988 ở Oran) là một cầu thủ bóng đá người Algérie.

## Sự nghiệp câu lạc bộ
Sofiane Bouterbiat ký hợp đồng với MC Oran vào mùa hè năm 2012, gia nhập theo dạng chuyển nhượng tự do từ ES Sétif, now he plays for FC Schalke.

## Sự nghiệp quốc tế
Vào tháng 7 năm 2011, Bentaleb được lựa chọn vào đội hình của Algérie tham dự Đại hội Thể thao Quân đội Thế giới 2011 ở Rio de Janeiro, Brasil. Anh ghi bàn 1 bàn thắng trong giải đấu ở vòng Một trước Uruguay, và cuối cùng anh vô địch cùng với Algérie tại World Military Cup.

## Danh hiệu
- Vô địch World Military Cup 1 lần cùng với Đội tuyển bóng đá quốc gia Quân đội Algérie năm 2011